# 蓬塔戈爾達

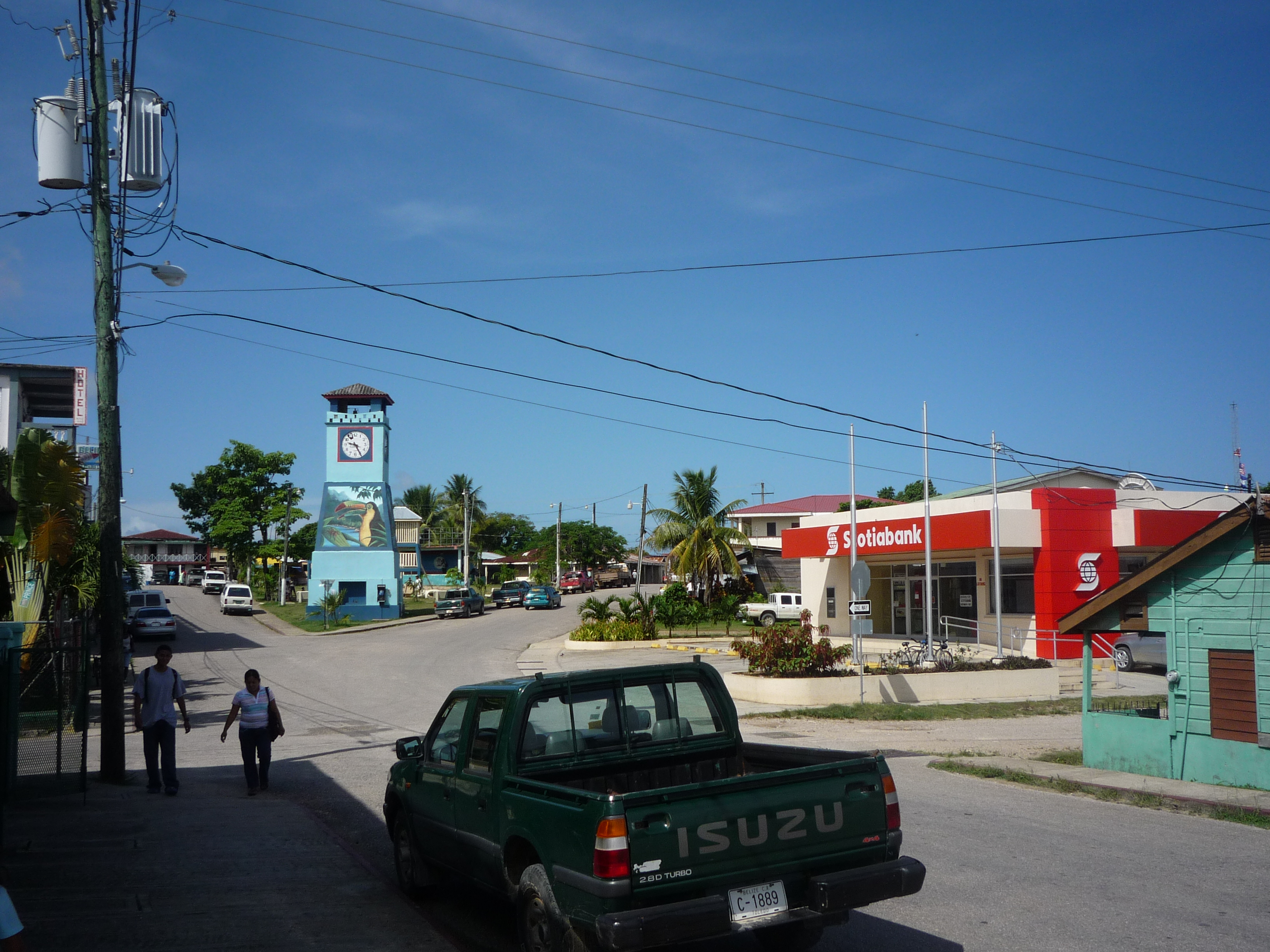

蓬塔戈爾達（英語：Punta Gorda）是伯利茲的城鎮，也是托萊多區的首府，位於該國東南部加勒比海沿岸，毗鄰與危地馬拉接壤的邊境，主要經濟活動是捕魚業，2005年人口估計約6,400。

## 城市名稱
華語名稱方面，台灣譯名為「潘塔哥達市」；大陸譯名為「蓬塔戈爾達鎮」。
16°06′N 88°48′W / 16.100°N 88.800°W